# دومودوسولا
دومودوسولا (النطق الإيطالي: ‎[ˌdɔmoˈdɔssola]‏؛  لومبارد : دوم ) هي مدينة تقع في مقاطعة فيربانو-كوزيو-أوسولا، في منطقة بيمونتي، شمال إيطاليا.

## التسمية
كان الجغرافي اليوناني بطليموس هو أول من ذكر المدينة باعتبارها العاصمة المحتملة لليبونتي، وأطلق عليها اسم أوكسيلا ليبونتيوروم. يُعرِّف يوهان جورج غرافيوس، دومودوسولا باسم أوشيلا. في القرن السابع، عرفت في كوزموغرافيا رافينا باسم أوكسيلا. حوالي القرن الحادي عشر، أخذت المدينة اسم دوموس أوكسيلي، في إشارة إلى وجود الكنيسة الجماعية. في القرن الثاني عشر، نشأت القرية، وكذلك الكنيسة الجماعية، وكذلك القلعة والسوق. تم تغيير الاسم لاحقًا إلى دوميوسولا. في القرن التاسع عشر، أصبح أسم المدينة الحالي دومودوسولا.

## التاريخ
كانت دومودوسولا المدينة الرئيسية في ليبونتي عندما غزا الرومان المنطقة عام 12 قبل الميلاد.
خلال الحرب العالمية الثانية، كانت دومودوسولا جزءًا من انتفاضة ضد الألمان، حيث أعلن وادي أوسولا نفسه جمهورية حزبية حرة في سبتمبر 1944 وانفصل عن إيطاليا الفاشية. تم سحق التمرد من قبل القوات الألمانية في أقل من شهرين لكنه كان رمزًا مهمًا للحركات المناهضة للفاشية داخل إيطاليا حتى نهاية الحرب.

## الآثار والأماكن

### ساحة ميركاتو والمركز التاريخي

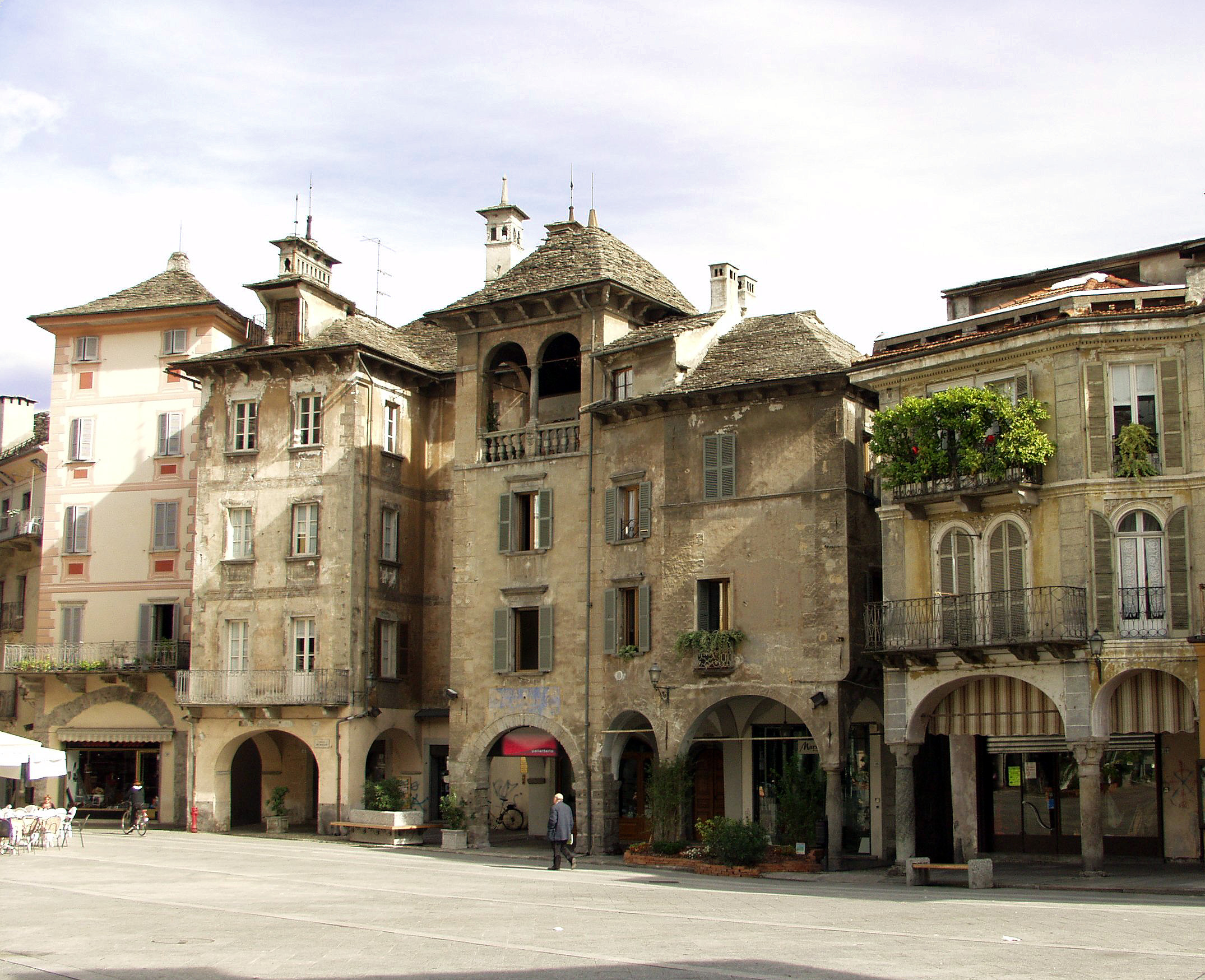
ساحة ميركاتو

تعتبر الساحة رمز المدينة، ساحة ميركاتو هي سمة مميزة لأروقة القرن الخامس عشر التي تدعم منازل العزبة بشرفات ولوجيا في القرنين الخامس عشر والسادس عشر. تم نحت تيجان الأعمدة، بدقة وفي الرؤوس تحمل شعار نبالة عائلات أوسولا. في وسط الميدان، كان يوجد قصر البلدية القديم الذي يعود إلى القرن الرابع عشر، وقد هُدم عام 1805 لفتح الطريق النابليوني المؤدي إلى سيمبلون. على الجانب الشمالي كان هناك أيضًا قصر الأسقف مع برج، بينما في الجنوب لا يزال مسرح جاليتي قائماً حتى اليوم.
تحظى فيا بورينا أيضًا بأهمية خاصة، حيث يهيمن عليها برج قصر الأسقف الذي يعود تاريخه إلى القرن الرابع عشر، والذي كان، بدءًا من ساحة ميركاتو، بمثابة طريق وصول إلى الممرات الرئيسية العابرة لجبال الألب. كان محاطًا بين المنازل ذات الأسطح الحجرية والمُقَدَّر للشرفات التي تدعمها الكاريتيدات، وكان شارع التجار.

### قصر سان فرانسيسكو

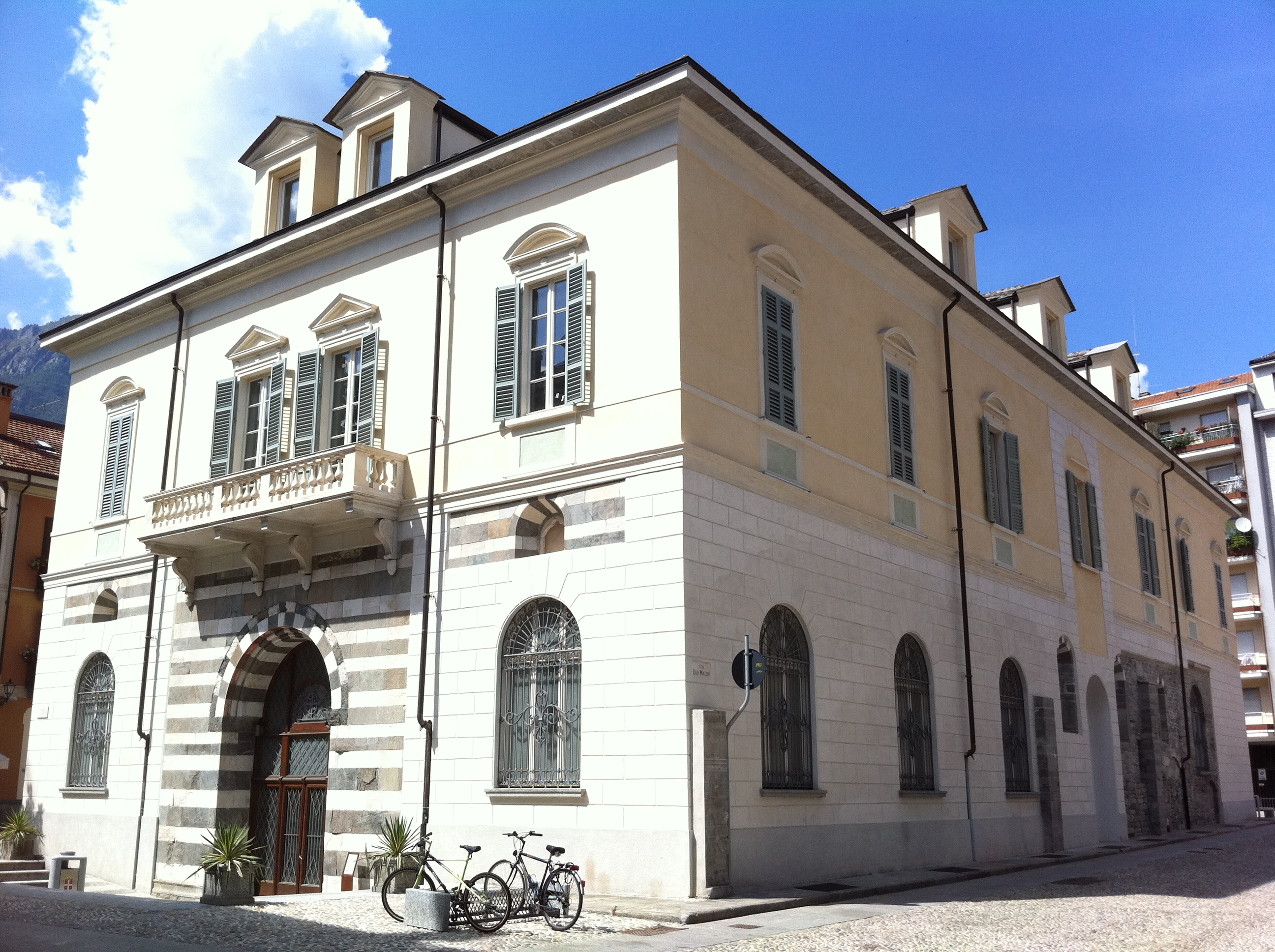
قصر سان فرانسيسكو

تم بناء قصر سان فرانسيسكو على بقايا كنيسة سابقة (يعود تاريخها إلى نهاية القرن الثالث عشر) تكريماً للقديس الذي يحمل نفس الاسم. هذه الكنيسة، التي أُلحق بها الدير، كانت لها ثلاث صحون يحدها اثني عشر عمودًا مع تيجان منحوتة. تم عقد أربعة مجالس مقاطعات في الدير (القرنان الخامس عشر والسادس عشر) وفي 19 مارس 1381 تم توقيع صك إهداء القصر لصالح عائلة فيسكونتي. لتذكر هذه الحقيقة، أطلق مجلس المدينة على الساحة الواقعة أمام واجهة الكنيسة «ساحة المؤتمرات». أدت الاضطرابات السياسية والثقافية التي صاحبت ولادة مملكة إيطاليا النابليونية إلى انتقال الكنيسة إلى ملكية الدولة.
في وقت لاحق، تم شراء الكنيسة من قبل عائلة بيلي التي نفذت بين عامي 1810 و 1879 أول تدخل بناء مهم لتحويل مبنى الكنيسة إلى قصر بيلي : تم هدم برج الجرس، وتم إزالة الأرضية المرتفعة بالشمع وتم بناء سلم مع منحدر مزدوج لضمان الاتصال العمودي بين الطوابق.

### قصر المدينة

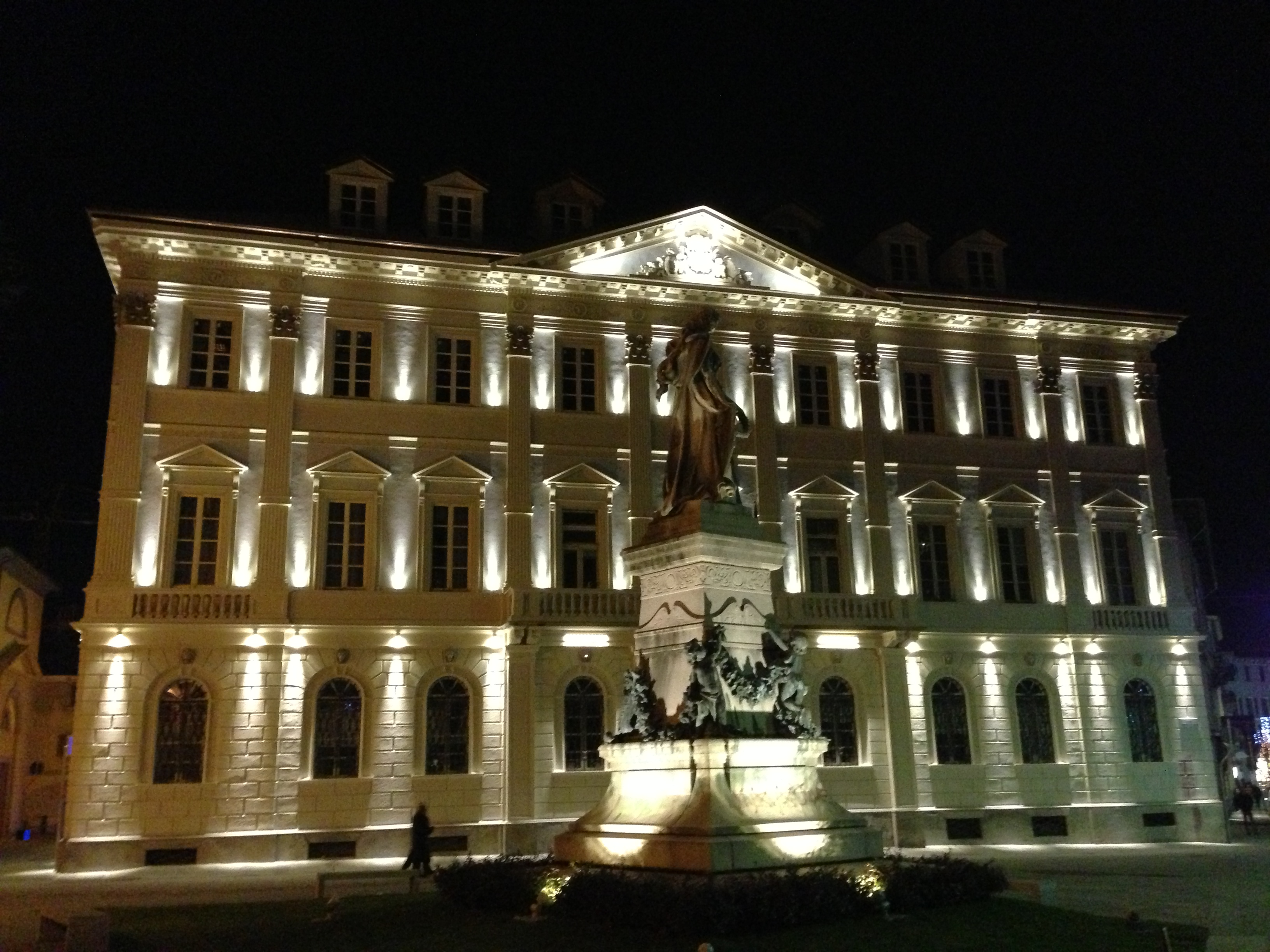
قصر المدينة

صممه المهندس المعماري جيوفاني ليوني من تورينو وتم ترميمه مؤخرًا، وتم بناؤه عام 1847. في عام 1944 كان مقرًا لمجلس الحكومة المؤقتة لجمهورية أوسولا الحزبية: اليوم يجتمع المجلس البلدي في القاعة التاريخية للمقاومة. يوجد في الفناء الداخلي للمبنى لوحة تذكارية تخلد ذكرى منح الميدالية الذهبية للبسالة العسكرية، التي مُنحت لوادي أوسولا في سبتمبر 1945، لأحداث المقاومة التي بلغت ذروتها في المنطقة المحررة. أمام القصر في عام 189 ، تم وضع النصب التذكاري، وهو عمل فرانشيسكو ريتشي مصوراً جيان جياكومو جاليتي، المتبرع بالمدينة، والذي أعطى إرثه لمؤسسة جاليتي.
يحتوي القصر علي القاعة التاريخية لمقاومة دومودوسولا، والمعروفة أيضًا بغرفة المجلس، هي غرفة تابعة لبلدية دومودوسولا، حيث اجتمع مجلس الحكومة المؤقت لجمهورية أوسولا الحزبية في الفترة من 9 سبتمبر إلى 22 أكتوبر 1944. تم استخدامها كمتحف في عام 1984، بالتعاون مع جمعيات المقاومة، المكان الذيلا يزال يجتمع فيه مجلس بلدية دومودوسولا حتى اليوم.

### قصر ميليريو
باسم الكونت جياكومو ميليريو (1777-1847)، مستشار مملكة لومبارديا فينيشيا. قام الكونت، وهو متبرع كبير، في عام 1816 بتكليف صهره، المهندس المعماري جيان لوكا ديلا سوماغليا، ببناء المبنى، بهدف جعله مجمعًا للمدارس الثانوية. افتتح في 5 نوفمبر 1818، يحتوي القصر علي أول صالة للألعاب الرياضية في أوسولا. في عام 1837، تنازل الكونت عن المبنى إلى رئيس الدير أنطونيو روزميني، الذي أضاف مدرسة داخلية. في عام 1874، عندما تم نقل المدارس والمدرسة الداخلية، تم بيع المبنى إلى البلدية. المبني الآن مقر شرطة البلدية ومكاتب البلدية.

## الجغرافيا
تقع المدينة على مروحة طميية علي مجري بوغنا المائي، الذي يمتد بين قرية موكوجنا وجبل الجلجثة المقدس، التي تحتل الجزء الأوسط من حوض نهر تيس. تمتد مساحة البلدية بإجمالي 59.9 كيلومتر مربع.

## الاقتصاد
يعتمد الاقتصاد في الغالب على الخدمات وعمل الأحجار وصناعة الميكانيكا. تحتوي الوديان في المنطقة على العديد من السدود ومحطات الطاقة الكهرومائية.
تطور الاقتصاد في الماضي بفضل سيطرة الصناعات الفولاذية والميكانيكية والصلب طوال القرن العشرين. في نفس السنوات، أدى بناء السدود ومحطات الطاقة الكهرومائية في المناطق المحيطة إلى توفير فرص عمل لمئات العمال في قطاع الطاقة. كما أعطى القرب من سويسرا وافتتاح نفق سيمبلون قوة دفع كبيرة لتنمية التجارة.
على الرغم من أن صناعة الحجر لا تزال تعمل في المحاجر. لقد اتخذ دومودوسولا في الواقع نشاطًا ثقافيًا وسياحيًا وتجاريًا في السنوات الأخيرة، ويرجع الفضل في ذلك أيضًا إلى قرب المدينة من أماكن الجذب الطبيعية ومنتجعات التزلج (دوموبيانكا، سان دومينيكو دي فارزو).

## المدن التوأم
- بريغ غيلس (سويسرا)
- بوستو أرسيتسيو, إيطاليا